# Fluitconcert nr. 1 (Mozart)
Het Concert voor fluit en orkest nr. 1 in G majeur (KV 313) werd geschreven in 1778 door Wolfgang Amadeus Mozart. Het concert werd geschreven voor de Nederlandse fluitist Ferdinand De Jean in 1777. De opdracht van hem aan Mozart was om vier fluitkwartetten en drie fluitconcerten te schrijven, maar hij schreef er maar twee. KV 313 was het eerste. Het Andante voor fluit en orkest KV 315 was mogelijk bedoeld als alternatief voor het langzame deel van dit concert.
Het stuk is georkestreerd voor een standaardbezetting van strijkers, twee hobo's (die in het langzame deel werden vervangen door twee fluiten (waarschijnlijk konden de blazers in de tijd van Mozart zowel hobo als fluit spelen) ) en twee hoorns.
Het stuk bestaat uit drie delen:
- I. Allegro maestoso
- II. Adagio ma non troppo
- III. Rondo: Tempo di Menuetto

De opening van het tweede deel doet denken aan het beroemde thema van de wals An der schönen blauen Donau van Johann Strauss jr., lang daarna gecomponeerd.

## Multimedia
Fluitconcert in G majeur, KV 313 - I. Allegro Maestoso, uitgevoerd door het Skidmore College Orchestra, met dank aan Musopen.